# Пилец
Пилец (рус. Пылец) слатководно је језеро глацијалног порекла смештено у централном делу Бежаничког рејона, на истоку Псковске области, односно на западу европског дела Руске Федерације. Језеро се налази у басену реке Ашевке преко које је повезано са басеном Великаје и Балтичким морем. Нешто западније налази се језеро Дубец са којим је повезано кратком протоком.
Акваторија језера обухвата површину од око 3,6 км² (362 хектара), просечна дубина воде у језеру је око 0,7 метара, док је максимална дубина до 2,1 метара. Ка језеру се одводњава подручје површине око 82,6 км².
Обале око језера су доста ниске и јако замочварене.